# Артишок іспанський
Артишо́к іспа́нський (лат. Cynara scolymus, синонім Cynara cardunculus var. scolymus) — вид багаторічних рослин роду родини айстрових, росте в Європі й Азії.
Ймовірна батьківщина рослини — Азія. Походження назви пояснюється від арабських слів al-khurshūf (الخرشوف), через італійське articiocco. Cynara — від грец. κύον — собака, через подібність листків обгортки на собачі зуби, або від дієслова грец. κνάω — дряпаю; scolymus від грец. σκώλος — спис, вістря.

## Біологічний опис
Багаторічна трав'яниста рослина.

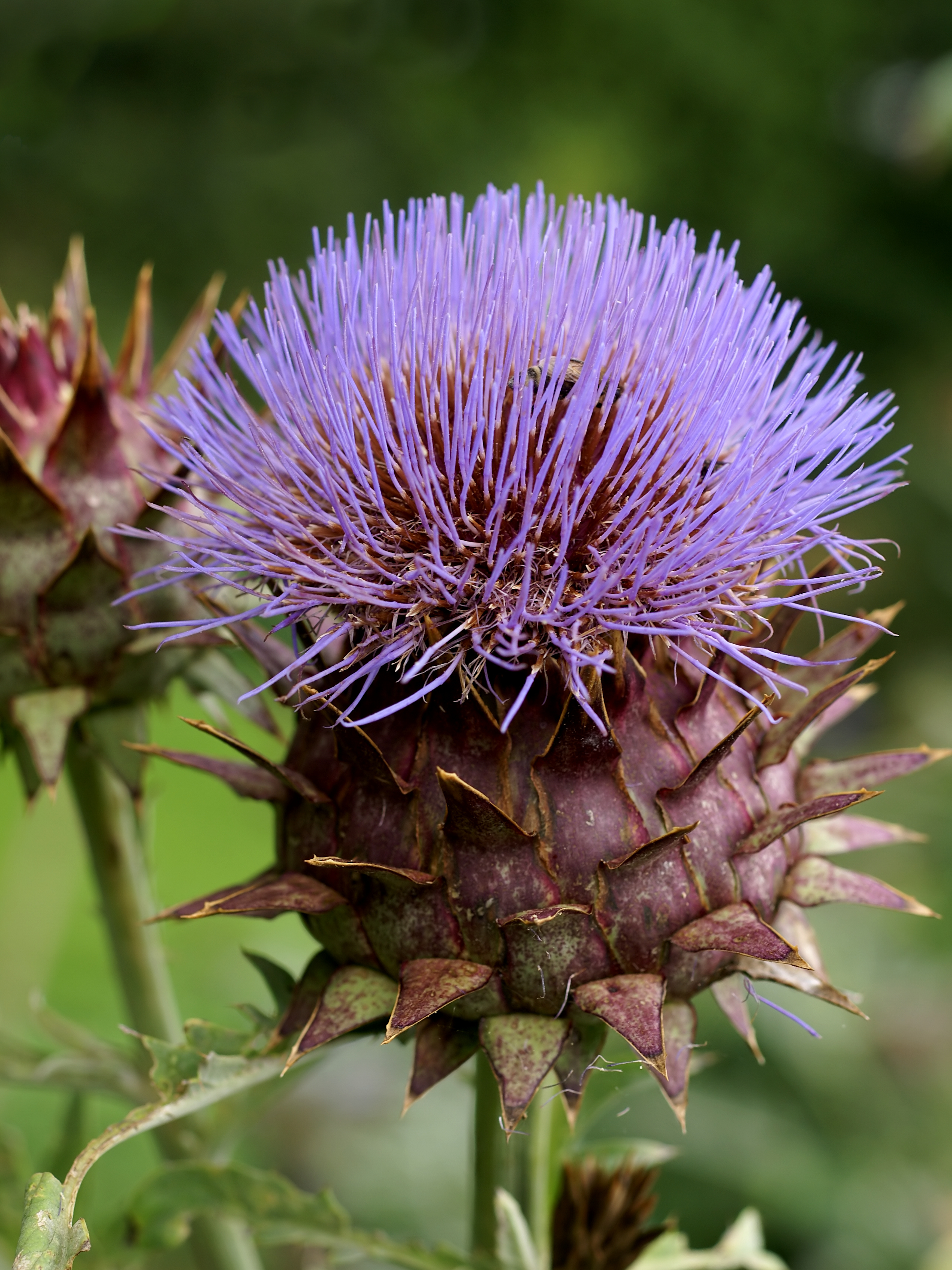
Артишок іспанський

Листки перисторозсічені, з зубчастими лопатевими сегментами, іноді колючі, знизу опушені, зелені або сірувато-зелені.
Квітки зібрані у великі (до 12 см в діаметрі) кошики. Обгортка майже куляста з багаторядних, м'ясистих при основі, листочків. Віночок трубчастий, п'ятироздільний, синій або синьо-фіолетовий.
Плід — сім'янка, велика, гола, сплюснута або чотирикутна, із зрізаною верхівкою.

## Поширення і екологія
У дикому вигляді росте в Південній Європі і Північній Африці. Введений в культуру Середземноморського реґіону задовго до нашої ери. В наш час[коли?] вирощується в багатьох країнах Південної Америки і Європи, особливо у Франції та Італії.

## Хімічний склад рослинної сировини
У листі артишоку містяться флавоноїдні глікозиди — похідні лютеоліну — цінарозид, сколімозид і цінаротризид; фенолкарбонові кислоти (кавова, хлорогенова, неохлорогенова, 4-о-кофесил-кофеїл-D-хінна кислота). Крім того, у складі рослини знайдені гліколієва і гліцеринова кислоти, полісахарид інулін.
Квітколоже містить білкові речовини, вуглеводи, каротин, інулін, у великій кількості вітаміни — тіамін, рибофлавін, аскорбінову кислоту.

## Застосування
Артишок почали культивувати понад 5 тисяч років тому, як харчову і лікарську рослину. У давніх греків і римлян він цінувався вище всіх інших овочів. Вважалося, що вживання артишоку в їжу пом'якшує запах поту, сприяє приємності дихання, а сік, вичавлений з рослини до цвітіння, укріплює рідке волосся.
В Україну він, як декоративна рослина, був завезений за вказівкою Петра I.

### Застосування в кулінарії

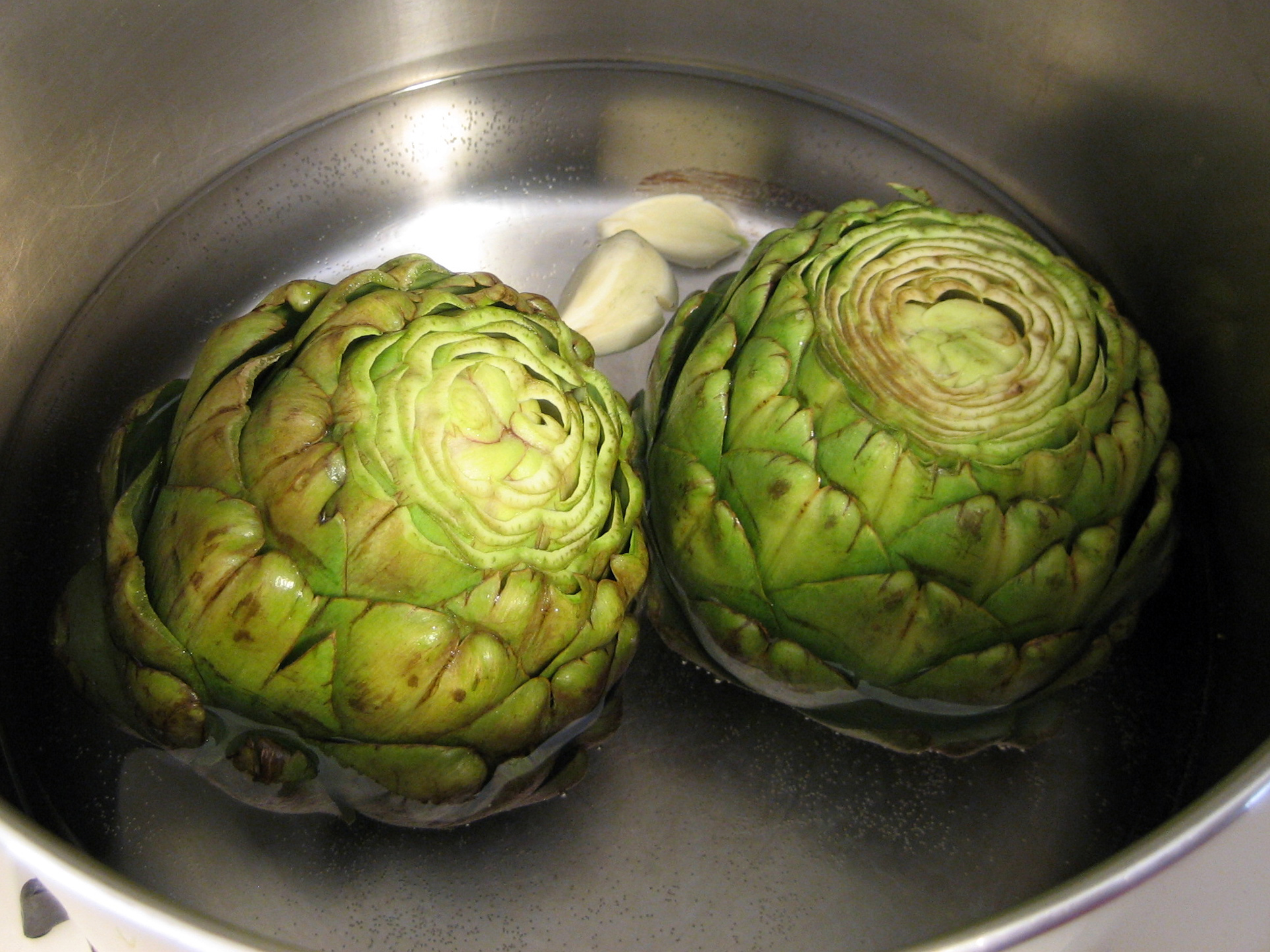
Артишок, підготовлений до приготування.

Артишок — популярна пряно-смакова овочева рослина в багатьох країнах Західної Європи, особливо у Франції, Італії, Греції. У їжу вживають м'ясисте квітколоже прихованих суцвіть (кошиків) і потовщені основи лусочок нижніх рядів обгортки. З сирих і консервованих артишоків готують салат, у відварному вигляді його їдять з соусами. Нижня частина м'якоті артишоку — цінний дієтичний продукт. Завдяки наявності цинарину рослина корисна літнім людям та хворим на атеросклероз (при вживанні в їжу відзначається поліпшення самопочуття і зниження холестерину).

### Застосування в медицині
В останні роки в багатьох країнах світу з листя артишоку отримані лікарські препарати. В експериментах на тваринах і в клінічних випробуваннях підтверджено їх сечогінну, жовчогінну і гіпохолестеринемічну дію. Препарати артишоку застосовуються для лікування жовтяниці (особливо у дітей), жовчно-кам'яної хвороби, гепатиту, ендартеріїту, а також атеросклерозу. Є відомості про успішне застосування його препаратів для лікування алергії (кропив'янки, сироваткової хвороби тощо), низки форм псоріазу й екзем. Артишок рекомендовано в перед- і післяопераційний період хворим, які зазнали операцій на печінці і нирках. Екстракт артишоку і цинарин у людей і тварин при прийомі всередину надає виражено холеретичну дію, збільшуючи в жовчі сухий залишок і вміст холестерину. При лікуванні сифілісу препаратами з групи арсенобензола одночасне призначення хворим екстракту артишоку послаблює їх токсичну дію на печінку. У хворих азотемією екстракт викликає збільшення діурезу і концентраційної здатності нирок, азотурію і поліпшення загального стану.

### Застосування в народній медицині
Давньоримський вчений Пліній Старший цінував артишок як засіб, що стимулює виділення сечі. В епоху Відродження і Середньовіччя рослину застосовували як сечогінний, противоревматичний і жовчогінний засіб. У XVIII—XIX ст. листя артишоку широко використовували для лікування жовтяниці, цинги, при набряках, ревматизмі, деяких серцевих захворюваннях, що супроводжуються набряками, як потогінний засіб, що підвищує апетит.

### Різновиди
Під час культивації було виведено ряд різновидів, що розрізняються кольором і розміром квітколожа і кількістю насіння.
Вегетативні різновиди:
- Зелений колір, великий розмір — Camus de Bretagne, Castel (Франція), Green globe (США).
- Зелений колір, середній розмір — Blanca de Tudela (Іспанія), Argentina, Española (Чилі), Blanc d'Oran (Алжир), Sakiz, Bayrampsha (Туреччина).
- Пурпуровий колір, великий розмір — Romanesco, C3 (Італія).
- Пурпуровий колір, середній розмір — Violet de Provence (Франція), Brindisino, Catanese (Італія), Violet d'Algerie (Алжир), Baladi (Єгипет).

Багатонасінна різновиди:
- Промислові — Madrigal, Lorca, A-106, Imperial Star.
- Зелені — Symphony, Harmony
- Пурпурові — Concerto, Opal, Tempo.